# 伊勢原駅
伊勢原駅（いせはらえき）は、神奈川県伊勢原市桜台一丁目にある、小田急電鉄小田原線の駅である。駅番号はOH 36。

## 歴史

### 年表
- 1927年（昭和2年）
  - 4月1日：開設。
  - 10月15日：急行新設、停車駅となる。
- 1946年（昭和21年）10月1日：準急新設、停車駅となる。
- 1967年（昭和42年）：橋上駅舎化。
- 1984年（昭和59年）1月31日：貨物取扱廃止。
- 2004年（平成16年）12月11日：快速急行新設、停車駅となる。
- 2014年（平成26年）1月：OH 36の駅ナンバリング導入、使用開始[1]。
- 2016年（平成28年）3月26日：特急ロマンスカーのうち朝下り・午後上り数本の停車駅となる[2]。
- 2018年（平成30年）3月17日：ダイヤ改正に伴い、東京メトロ千代田線との直通運転区間が当駅まで延長（下り準急は平日のみ）[3]。準急の終点が新松田駅から当駅へ変更[3]。
- 2019年（平成31年）3月16日：ダイヤ改正に伴い、通勤準急の起点が本厚木駅から当駅へ変更。平日のみ当駅始発千代田線直通列車新設。
- 2025年（令和7年）3月15日：ダイヤ改正に伴い、本厚木以西での準急列車消滅、停車駅から外れる（但し、通勤準急は当駅の停車駅からは外れない）。

### 駅名の由来
駅所在地の地名である「伊勢原」より。「伊勢原」という地名は「伊勢国」の出身の人がこの地を開拓したということからその名が付いた。

## 駅構造
島式ホーム2面4線を有する待避可能な地上駅。橋上駅舎を有する。トイレは改札を入って左側にあり、オストメイト対応である。改札外トイレは、北口階段を降りて正面直ぐに公衆トイレが1か所、南口を出て左を曲がり、「いせはらcoma」に併設した形で1か所ある。
エスカレーターは、2008年（平成20年）4月20日より南口・北口両方に整備された。エレベーターは、ホーム - 改札間と改札 - 出入口間をそれぞれ連絡するものが別個に存在し、南口・北口両方に整備された。改札を出て左に生そば箱根がある。
2003年（平成15年） - 翌2004年（平成16年）にかけて改札内バリアフリー化工事が実施され、多機能トイレやエレベーターが設置され、2008年（平成20年）10月には上りホームに待合室も設置された。2012年（平成24年）にはそれまで3両半 - 6両分しかなかった旅客上屋が10両分まで延長された。しかし、階段や改札口が狭い、駅舎やホームの構造上エスカレーターを設置することが難しい、などの問題点がある。
駅舎は手狭な上、老朽化しているため、市税と国のまちづくり交付金を使って南北自由通路の拡幅やエスカレーター新設といった改札外のバリアフリー化工事が2009年（平成21年）3月に整備された。この工事関連で南口ビルに入居していたOdakyu OX伊勢原店を2006年（平成18年）6月より閉店、改築工事を行っていたが、2009年（平成21年）4月17日に小田急マルシェ伊勢原として再オープンした。
なお、小田急電鉄も工事関連資金を拠出するが、駅舎内にある店舗の工事期間における休業補償分であり、改札内や階段改良工事は白紙である。
1984年（昭和59年）1月に貨物取扱が廃止されるまでは、1番ホーム外側にさらに1線の線路があり、貨物列車発着に使用されていた。取扱品目は主に裸麦、精麦等で、有蓋車が使用された。足柄駅と共に小田急に1980年代まで残った貨物取扱駅であった。
以前は、特急ロマンスカーは通常は一切停車しなかったが、毎年12月31日 - 1月1日にかけて運行される「ニューイヤーエクスプレス」や、大山で行われる祭事・催事、毎年秋に開催される道灌まつりのため、臨時停車が年数回あった。その後2015年（平成27年）8月28日に、翌2016年（平成28年）3月より海老名駅同様一部ロマンスカー停車駅となることが発表され、同年3月26日より停車開始した。

### のりば
| ホーム | 路線     | 方向 | 行先                          | 備考                |
| ------ | -------- | ---- | ----------------------------- | ------------------- |
| 1・2   | 小田原線 | 下り | 小田原・箱根湯本方面          |                     |
| 3・4   | 小田原線 | 上り | 相模大野・新宿・ 千代田線方面 | 当駅始発は1番ホーム |

- 内側2線（2・3番ホーム）が主本線、外側2線（1・4番ホーム）が待避線である。一部快速急行・急行・各停は当駅で特急ロマンスカー通過待ちを行う。
- 1・2番ホームは新宿方にも出発信号機があり、渡り線（下り本線→上り本線）と共に当駅折返し電車に使用される。
- 本厚木駅止まりの列車が当駅まで回送され、1番ホームで折り返す場合もある。（逆に回送として海老名駅方向から回送されて当駅1番ホームで折り返し、本厚木駅に向けて回送してから定期列車へ入るパターンもある。）
- 2018年（平成30年）3月17日ダイヤ改正より、千代田線からの直通運転区間が本厚木駅から当駅まで延長されたが、この時点では本厚木駅 - 当駅間は平日夜下りのみ運行であり、上り千代田線直通電車は設定されていなかった。2019年（平成31年）3月16日改正より、平日朝に当駅始発の千代田線直通電車（通勤準急）が設定された。
- 夕方以降、代々木上原駅方向から当駅止まりの列車が当駅始発各停小田原行と接続する運用がある。なお当駅始発各停小田原駅行は、海老名駅方向より回送され当駅より営業運行へ入る。
- 2011年（平成23年）春、隣駅の愛甲石田駅と共に行先案内表示器新設された[6]。さらに、2012・2013年度には、各ホーム上屋（屋根）増設工事を実施した[7]。

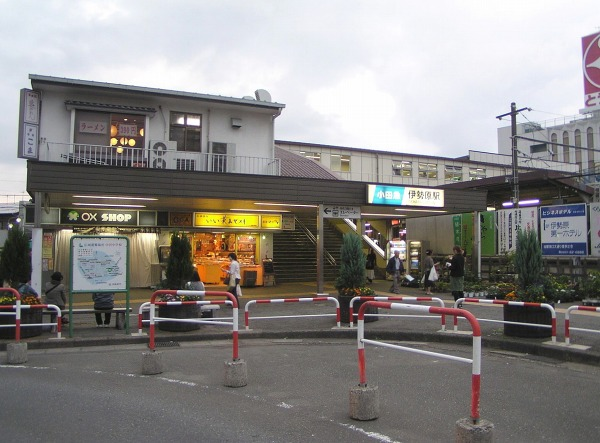
北口（2006年10月28日）
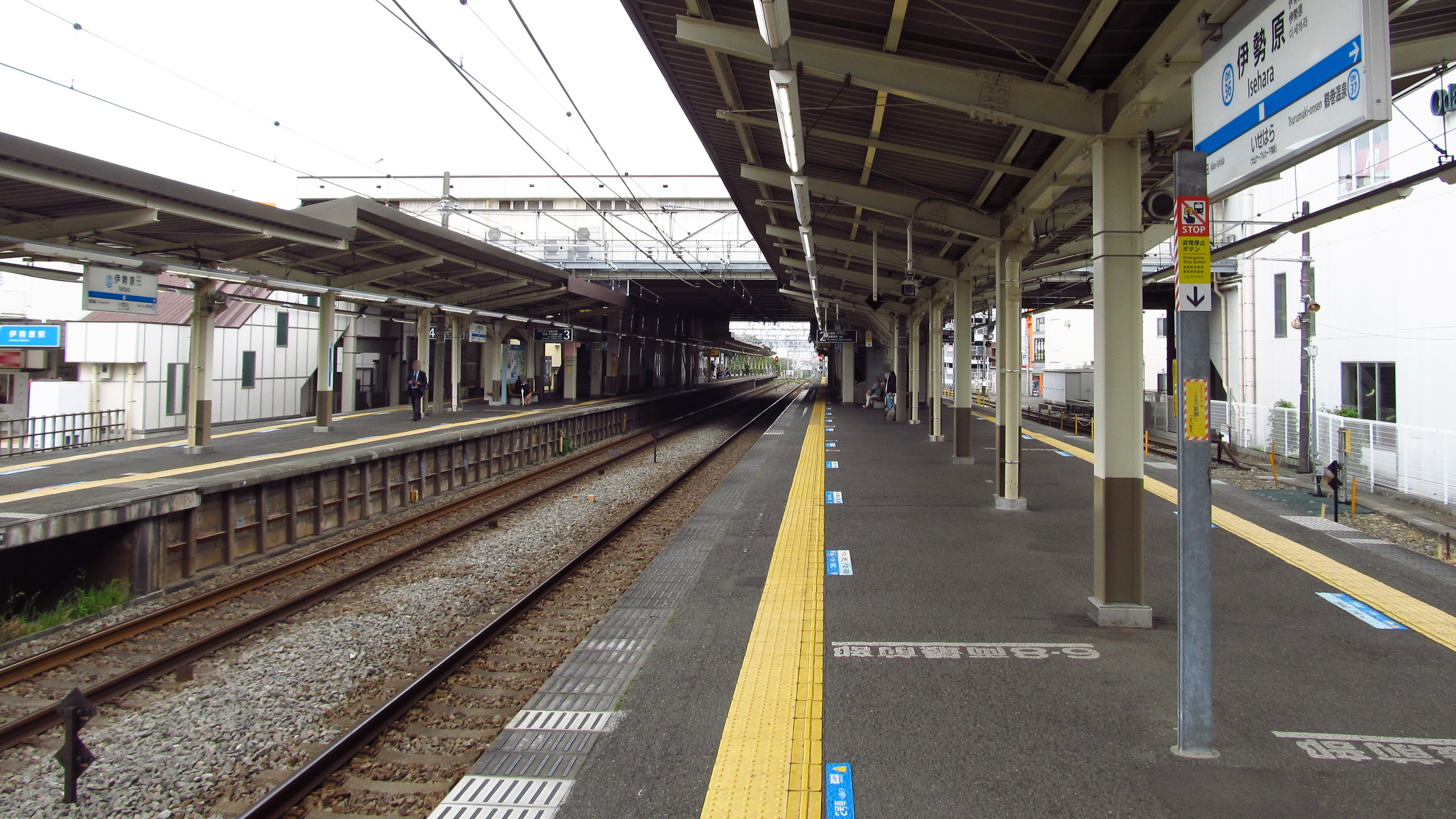
ホーム（2019年4月24日）
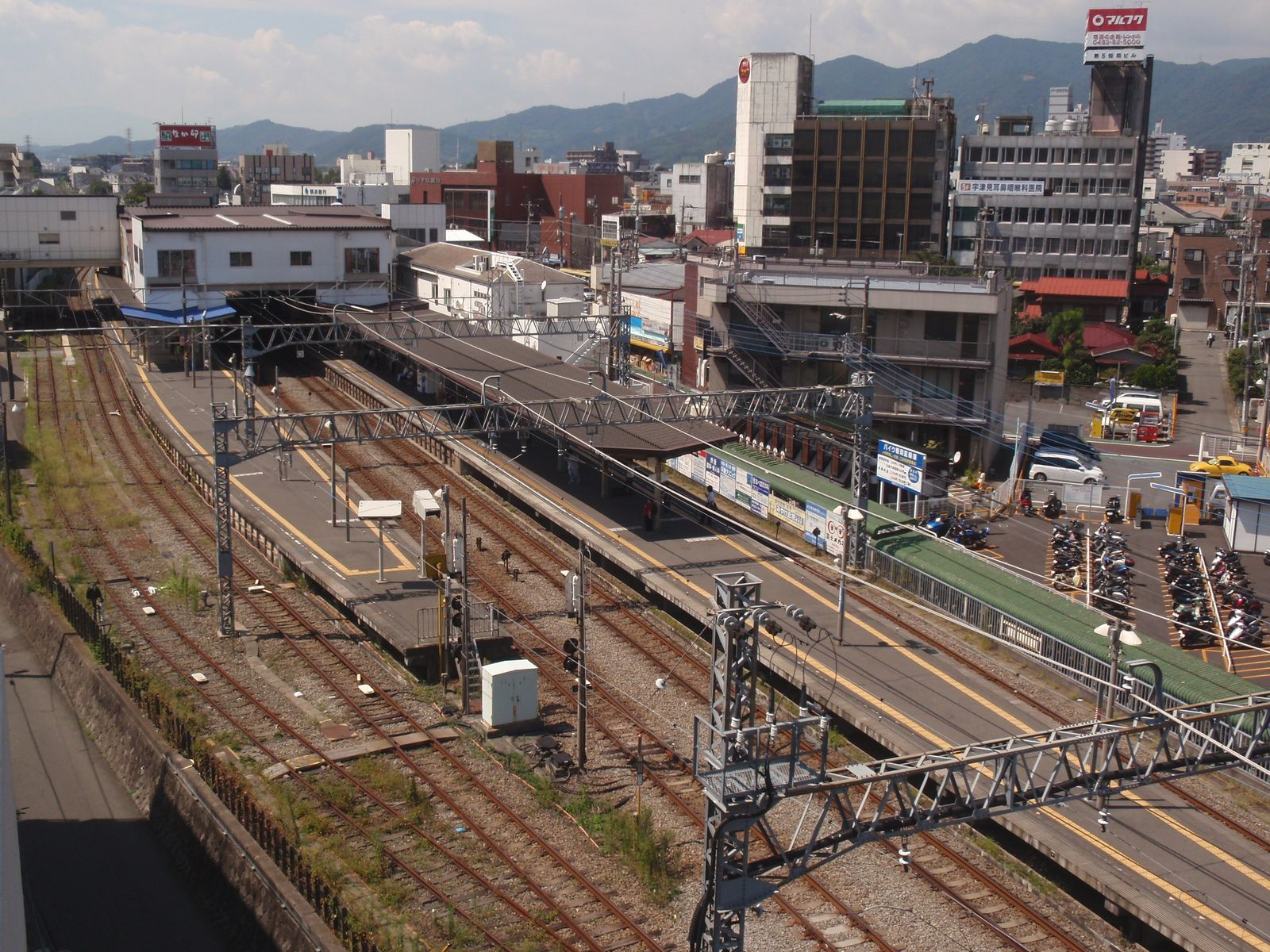
駅全景（2009年9月10日）

## 利用状況
2024年度（令和6年度）の1日平均乗降人員は47,079人である（小田急線全70駅中22位）。
近年の乗降・乗車人員の推移は以下の通り。
| 年度               | 1日平均 乗降人員 | 1日平均 乗車人員 | 出典     |
| ------------------ | ---------------- | ---------------- | -------- |
| 1982年（昭和57年） | 41,549           |                  |          |
| 1995年（平成07年） |                  | 28,536           | [ * 1 ]  |
| 1998年（平成10年） |                  | 27,078           | [ * 2 ]  |
| 1999年（平成11年） |                  | 26,504           | [ * 3 ]  |
| 2000年（平成12年） |                  | 26,036           | [ * 3 ]  |
| 2001年（平成13年） |                  | 26,021           | [ * 4 ]  |
| 2002年（平成14年） | 50,805           | 25,627           | [ * 5 ]  |
| 2003年（平成15年） | 50,812           | 25,516           | [ * 6 ]  |
| 2004年（平成16年） | 50,091           | 25,415           | [ * 7 ]  |
| 2005年（平成17年） | 50,170           | 25,404           | [ * 8 ]  |
| 2006年（平成18年） | 50,186           | 25,393           | [ * 9 ]  |
| 2007年（平成19年） | 50,627           | 25,618           | [ * 10 ] |
| 2008年（平成20年） | 50,564           | 25,510           | [ * 11 ] |
| 2009年（平成21年） | 49,957           | 25,139           | [ * 12 ] |
| 2010年（平成22年） | 49,703           | 24,954           | [ * 13 ] |
| 2011年（平成23年） | 49,358           | 24,782           | [ * 14 ] |
| 2012年（平成24年） | 50,394           | 25,298           | [ * 15 ] |
| 2013年（平成25年） | 51,895           | 26,035           | [ * 16 ] |
| 2014年（平成26年） | 51,041           | 25,564           | [ * 17 ] |
| 2015年（平成27年） | 51,733           | 25,893           | [ * 18 ] |
| 2016年（平成28年） | 51,909           | 25,966           | [ * 19 ] |
| 2017年（平成29年） | 52,516           | 26,269           | [ * 20 ] |
| 2018年（平成30年） | 52,773           | 26,391           | [ * 21 ] |
| 2019年（令和元年） | 51,705           | 25,853           | [ * 22 ] |
| 2020年（令和02年） | 36,216           |                  |          |
| 2021年（令和03年） | 39,806           |                  |          |
| 2022年（令和04年） | 44,098           |                  |          |
| 2023年（令和05年） | 46,390           |                  |          |
| 2024年（令和06年） | 47,079           |                  |          |

## 駅周辺
平日朝夕は通勤・通学客、平日日中と週末は買物客で賑わう典型的な大都市郊外の駅だが、大山への入口に当たる北口では、春 - 秋にかけて休日を中心に登山客やハイキング客で賑わう。北口目の前には大山阿夫利神社の鳥居があるが、こちらへ行くには北口から出ている大山ケーブル行バスと大山ケーブルカーを乗継ぎ、下社まで約1時間半、本社までは約3時間掛かる。
北口駅前は1980年代より再開発構想があり、再開発事業は2004年（平成16年）3月に中止されたが、後継事業として交通基盤整備のための沿道整備街路事業計画が上がっている。その影響で建物改築・新築に手を出せない状況が長年続いているため、周辺のビル・建物が老朽化している。

### 北口
- りそな銀行 伊勢原支店
- 横浜銀行 伊勢原支店
- 伊勢原市立伊勢原小学校
- ホテルセレクトイン 伊勢原
- 小田急マルシェ 伊勢原
- オーケー 伊勢原店
- 伊勢原警察署 伊勢原駅前交番
- 厚木ガス 伊勢原営業所・伊勢原ショールーム

### 南口
- 三井住友銀行 伊勢原支店
- 平塚信用金庫 伊勢原支店
- 中栄信用金庫 伊勢原駅南口支店
- 中南信用金庫 伊勢原支店
- 伊勢原桜台郵便局
- 伊勢原市立伊勢原中学校
- 伊勢原市立桜台小学校
- アパホテル〈伊勢原駅前〉
- 伊勢原第一ホテル
- いせはらcoma
  - 相鉄ローゼン 伊勢原駅前店
  - エディオン いせはらcoma店
  - 文教堂 伊勢原店
- イトーヨーカドー 伊勢原店
- Odakyu OX 伊勢原店
- エスポット 伊勢原店
- コジマ 伊勢原店
- サンドラッグ 伊勢原店
- ニッポンレンタカー 伊勢原駅前営業所

### 当駅よりバス利用
- 伊勢原市役所
- 伊勢原郵便局
- 伊勢原市総合運動公園
  - 伊勢原市体育館
  - いせはらサンシャインスタジアム
- 東海大学 伊勢原キャンパス
  - 東海大学医学部付属病院
- 伊勢原協同病院
- 産業能率大学 湘南キャンパス
- 日向薬師
- 比々多神社
- 谷山ジム（ビッグバン実行委員会事務局）
- 成城大学 伊勢原総合グラウンド
- 専修大学 伊勢原総合グラウンド
- 専修大学 伊勢原セミナーハウス

### 当駅よりバス・ケーブルカー利用
- 大山
- 雨降山大山寺（大山不動尊）
- 大山阿夫利神社

## バス路線
北口・南口それぞれに発着がある。全て神奈川中央交通により運行されている。

### 伊勢原駅南口
1番乗り場
- 平91系統：大句経由平塚駅北口行
- 平94系統：大住中学校経由平塚駅北口行
- 平92系統：ふじみ野経由平塚駅北口行
- 伊18系統：みどりヶ丘・日向岡経由高村団地行
- 伊03系統：みどりヶ丘経由伊勢原車庫行
- 伊19系統：みどりヶ丘経由ふじみ野行
- 直行：平塚競技場行（Jリーグ開催日のみ運行）

2番乗り場
- 平89・平90系統：伊勢原団地経由平塚駅北口行
- 伊01系統：伊勢原団地経由伊勢原車庫行

3番乗り場
- 平97系統：平間・大島経由平塚駅北口行
- 平88系統：城島経由平塚駅北口行
- 伊84系統：下谷中央行
- 平86系統：大田経由平塚駅北口行
- 伊82系統：大田経由坂口行
- 伊80系統：大田経由愛甲石田駅行

4番乗り場
- 伊06・平89系統：東海大学病院行

### 伊勢原駅北口
1番乗り場
- 伊54系統：白根経由伊勢原車庫行
- 伊58系統：大住台経由善波行
- 伊59系統：大住台経由鶴巻温泉駅行
- 伊16系統：栗原行
- 伊43系統：関台経由伊勢原車庫行
- 伊44系統：市ノ坪経由伊勢原車庫行

2番乗り場
- 伊74系統：東海大学病院経由愛甲石田駅行

3番乗り場
- 伊20系統：川上経由日向薬師行
- 伊22系統：道灌塚経由日向薬師行
- 伊23系統：川上経由産業能率大学行
- 伊24系統：行政センター前経由日向薬師行
- 伊31系統：七沢行
- 伊34系統：運動公園経由七沢行
- 伊35系統：行政センター前経由七沢行
- 伊36系統：行政センター前・運動公園経由七沢行
- 伊37系統：神奈川リハビリ行

4番乗り場
- 伊10系統：大山ケーブル行
- 伊11系統：（直行）大山ケーブル行
- 伊12系統：大山駅行
- 伊13系統：石倉橋経由産業能率大学行
- 伊15系統：（急行）市光工業行
- 伊41系統：殿村・石倉橋経由伊勢原車庫行

5番乗り場
- 伊76系統：粕屋経由愛甲石田駅行

## 今後の予定
小田急と伊勢原市では、2023年3月8日に「持続可能なまちづくりを推進する連携協定」を締結し、さらに当駅 - 鶴巻温泉駅間において、相模大野駅隣接の大野総合車両所に代わる総合車両所の建設及び新駅構想を掲げている。環境アセスメントなどを行い、2026年度（令和8年度）着工、2033年度（令和15年度）操業を目標としている。

## 隣の駅
小田急電鉄
 小田原線
- □特急ロマンスカー「メトロはこね」全列車停車駅「はこね」・「さがみ」一部停車駅

■快速急行・■急行・■各駅停車
愛甲石田駅 (OH 35) - 伊勢原駅 (OH 36) - 鶴巻温泉駅 (OH 37)
□通勤準急（平日朝上りのみ）
愛甲石田駅 (OH 35) ← 伊勢原駅 (OH 36)